# Dermestes pulcher
Dermestes pulcher är en skalbaggsart som beskrevs av Leconte 1854. Dermestes pulcher ingår i släktet Dermestes och familjen ängrar. Inga underarter finns listade i Catalogue of Life.